# Dan Meuser

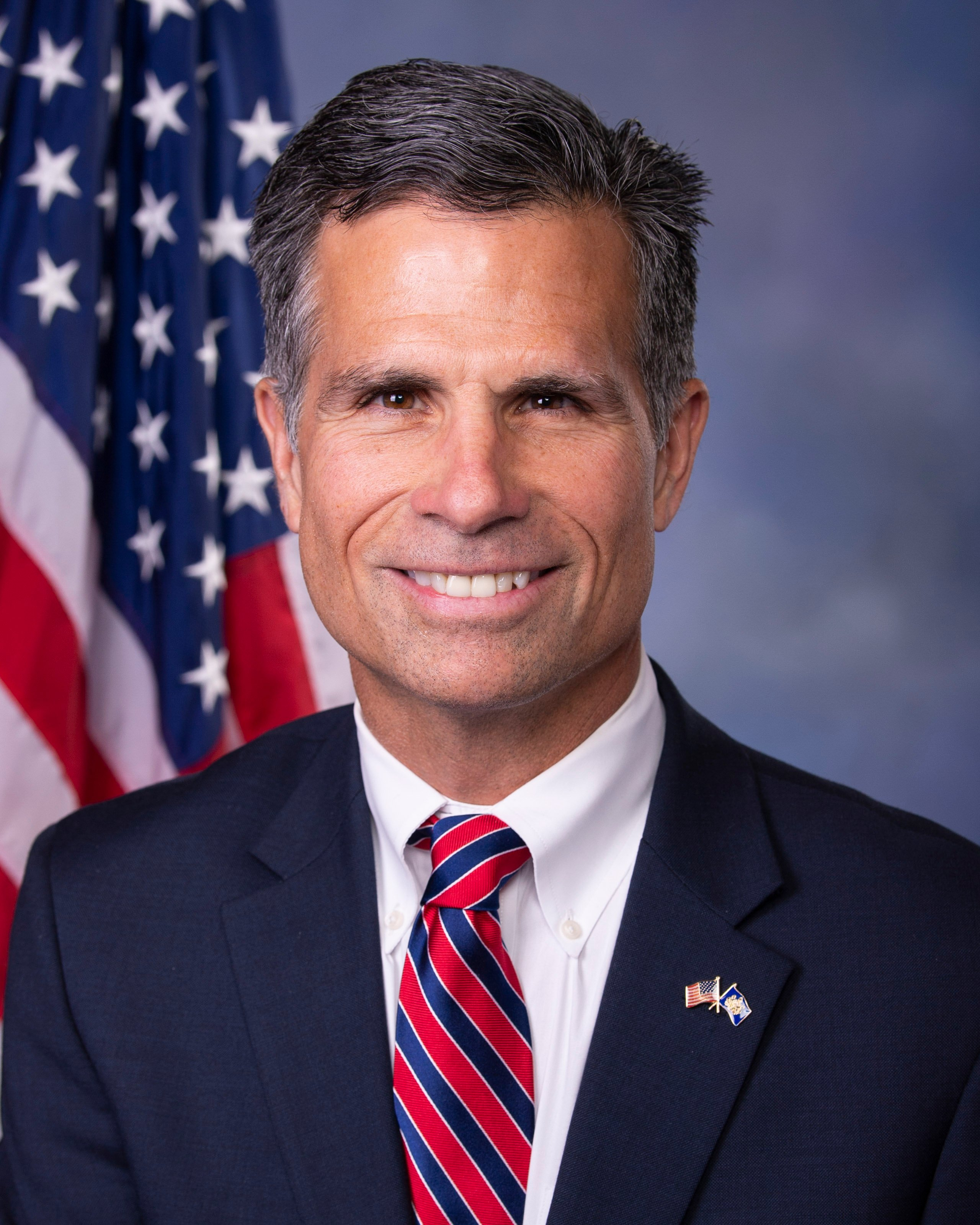
Dan Meuser (2019)

Daniel „Dan“ Philip Meuser (* 10. Februar 1964 in Babylon, Suffolk County, New York) ist ein US-amerikanischer Politiker der Republikanischen Partei. Seit Januar 2019 vertritt er den neunten Distrikt des Bundesstaats Pennsylvania im Repräsentantenhaus der Vereinigten Staaten. Von Januar 2011 bis Januar 2015 war Meuser Finanzminister von Pennsylvania.

## Leben
Dan Meuser wuchs auf Long Island auf und machte 1982 an der Babylon High School seinen Schulabschluss. Er studierte am State University of New York Maritime College und später an der Cornell University mit einem Stipendium des US Navy Reserve Officer Training Corps. 1988 erwarb er dort einen Bachelor of Arts in Wirtschaftswissenschaften. Im gleichen Jahr wurde er in den Vorstand des familieneigenen Unternehmens Pride Mobility Products aufgenommen. Aufgrund seiner politischen Tätigkeiten verließ Meuser das Unternehmen im August 2008.
Meuser ist seit über 30 Jahren mit seiner Frau Shelly verheiratet. Das Paar hat drei Kinder und lebt im Luzerne County.

## Politik
Im September 2007 bewarb sich Dan Meuser um den Sitz des zehnten Kongresswahlbezirkes des Bundesstaates Pennsylvania, konnte sich in der parteiinternen Vorwahl jedoch nicht gegen Chris Hackett durchsetzen. Am 18. Januar 2011 wurde Meuser von Gouverneur Tom Corbett zum Finanzminister (State Secretary of Revenue) von Pennsylvania ernannt. In diesem Amt verblieb er bis zum 20. Januar 2015.
Im Oktober 2017 gab Dan Meuser seine Kandidatur im neunten Distrikt für das Repräsentantenhaus bekannt. In der Vorwahl am 15. Mai 2018 setzte er sich mit 52,9 Prozent gegen Scott Uehlinger und George Halcovage durch. Die anschließenden Kongresswahlen am 6. November 2018 gewann er mit 59,7 Prozent der Stimmen gegen den Demokraten Denny Wolff. Die Wahl 2020 entschied er gegen Gary Wegman von der Demokratischen Partei mit 66,3 % noch deutlicher für sich.
Bei den Wahlen 2022 und 2024 trat er jeweils gegen Amanda Waldman von der Demokratischen Partei an. Beide Male gewann er mit rund 70 Prozent der Stimmen. Seine aktuelle Amtszeit im Repräsentantenhaus des 119. Kongresses läuft bis zum 3. Januar 2027.

### Ausschüsse
Er ist aktuell Mitglied in folgenden Ausschüssen des Repräsentantenhauses:
- Committee on Financial Services
  - Oversight and Investigations (Vorsitzender)
- Committee on Small Business

Außerdem ist er Mitglied in 20 Caucuses und Vizevorsitzender des Congressional Cigar Caucus.